# Ion Antonescu
Ion Antonescu (15. juni 1882 i Piteşti – 1. juni 1946 nær Jilava) var en rumænsk officer og 1940-44 regeringschef med diktatorisk magt.
Antonescu deltog i 1. verdenskrig som officer og udnævntes i 1933 til chef for den rumænske hærs generalstab. Fra 1937 til 1938 var han forsvarsminister. For at afværge et truende kupforsøg af Jerngarden, en fascistisk organisation, udnævnte kong Carol 2. ham til ministerpræsident med nærmest diktatoriske beføjelser. Antonescu havde imidlertid god kontakt til Jerngarden, og efter få dages forløb blev Carol 2. tvunget væk fra tronen og sendt i landflygtighed. Han blev erstattet af sin unge søn Michael 1.
Antonescu betragtede Sovjetunionen som den magt, der var farligst for Rumæniens sikkerhed og uafhængighed og tilnærmede sig derfor det nazistiske Tyskland. I 1941 gik Rumænien derfor med i krigen mod Sovjetunionen på tysk side. I slutningen af 1942 led den rumænske hær store tab, især i forbindelse med kampene omkring Stalingrad. 
Antonescu skabte sit eget rumænske Holocaust. Mere end 300.000 jøder og over 20.000 romaer blev myrdet.
Krigen gik stadig dårligere, og i 1944 skabte Antonescu hemmelig kontakt med Sovjetunionen med henblik på at sikre Rumæniens uafhængighed. Men i august 1944 gik Den Røde Hær til storangreb på Rumænien, og 23. august 1944 blev diktatoren styrtet af en koalition af oppositionspolitikere, som blev støttet af kongen. 
En "folkedomstol" dømte i maj 1946 ved en offentlig proces Ion Antonescu til døden ved skydning. Straffen blev eksekveret den 1. juni samme år. 
Ion Antonescu var den første rumæner til at blive dekoreret med Jernkorsets Ridderkors.